# Campeonato Mundial de Esportes Aquáticos de 2024
O Campeonato Mundial de Esportes Aquáticos de 2024 foi a 21.ª edição do Campeonato Mundial de Esportes Aquáticos, sediado em Doha, no Catar, e organizado pela World Aquatics.

## Processo de candidatura
Inicialmente, Budapeste e Gwangju seriam as próximas sedes do Mundial pelos anos de 2019 e 2021, mas com a desistência de Guadalajara em receber o Campeonato Mundial de Esportes Aquáticos de 2017 por questões financeiras, a capital húngara acabou sendo deslocada para receber as competições daquele ano e Gwangju ficou com a sede de 2019. A FINA optou por realizar uma nova eleição para definir as sedes do evento pelo biênio 2021-2023. Doha foi escolhida junto com Fukuoka para receberem as competições, vencendo Buenos Aires, Nanquim, Abu Dhabi e Istambul.

## Mudança de datas
O Campeonato Mundial de Esportes Aquáticos de 2021 que aconteceria no verão daquele ano, foi transferido para o período de 13 a 29 de maio de 2022, devido ao adiamento dos Jogos Olímpicos de Verão de 2020 para o verão de 2021 por conta do cenário da Pandemia de COVID-19. Mas, em 1.º de fevereiro de 2022, o evento é novamente adiado com a nova onda de infecções da COVID-19, agora para o período de 14 a 30 de julho de 2023, empurrando o mundial de Doha para 2024. Por questões de organização de calendário, uma edição extraordinária foi criada no mesmo ano, usando novamente Budapeste como sede.

## Locais
Foram utilizados alguns locais que serviram de sede para os Jogos Asiáticos de 2006.
- Aspire Dome (cerimônias, natação, natação artística e polo aquático)
- Hamad Aquatic Centre (saltos ornamentais)
- Old Doha Port (maratona aquática e saltos em grandes alturas)

## Calendário
Um total de 75 eventos de medalhas foram realizados em seis modalidades. O programa mantém à programação tradicional com natação artística, saltos ornamentais, natação em águas abertas e polo aquático, todos competindo na primeira semana, enquanto natação e salto em grandes alturas começam na semana seguinte.
| ● | Cerimônia de abertura | ● | Outras competições | ● | Finais | ● | Cerimônia de encerramento | M | Masculino | F | Feminina |

| Fevereiro                | 2 | 3 | 4  | 5  | 6  | 7  | 8  | 9  | 10 | 11 | 12 | 13 | 14 | 15 | 16 | 17 | 18 | Total |
| ------------------------ | - | - | -- | -- | -- | -- | -- | -- | -- | -- | -- | -- | -- | -- | -- | -- | -- | ----- |
| Cerimônias               | ● |   |    |    |    |    |    |    |    |    |    |    |    |    |    |    | ●  | -     |
| Natação                  |   |   |    |    |    |    |    |    |    | 4  | 4  | 5  | 5  | 5  | 5  | 6  | 8  | 42    |
| Maratona aquática        |   | 1 | 1  |    | 2  |    | 1  |    |    |    |    |    |    |    |    |    |    | 5     |
| Natação artística        | ● | 1 | 2  | 2  | 2  | 1  | 1  | 1  | 1  |    |    |    |    |    |    |    |    | 11    |
| Saltos ornamentais       | 2 | 2 | 1  | 1  | 1  | 2  | 1  | 1  | 2  |    |    |    |    |    |    |    |    | 13    |
| Salto em grandes alturas |   |   |    |    |    |    |    |    |    |    |    | ●  | 1  | 1  |    |    |    | 2     |
| Polo aquático            |   |   | F  | M  | F  | M  | F  | M  | F  | M  | F  | M  | F  | M  | F  | M  |    | 2     |
| Total de Medalhas        | 2 | 4 | 4  | 3  | 5  | 3  | 3  | 2  | 3  | 4  | 4  | 5  | 6  | 6  | 6  | 7  | 8  | 75    |
| Total Acumulado          | 2 | 6 | 10 | 13 | 18 | 21 | 24 | 26 | 29 | 33 | 37 | 42 | 48 | 54 | 60 | 67 | 75 | 75    |

## Participantes
Dos 209 membros da FINA, 199 participaram do Campeonato, bem como uma equipe de Atletas Individuais Neutros, representado pelas equipes da Rússia e da Bielorrússia, já que foram excluídas da competição em ocasião das sanções impostas pela Invasão da Ucrânia.
Membros da FINA ausentes: Anguilla, Belize, Burkina Fasso, Chade, Guiné-Bissau, Ilhas Virgens Britânicas, Libéria, Mianmar, República Democrática do Congo e Somália.
| - AFG Afeganistão (1) - ALB Albânia (2) - ALG Argélia (3) - AND Andorra (3) - ANG Angola (5) - ATG Antígua e Barbuda (4) - ARG Argentina (10) - ARM Armênia (7) - ARU Aruba (5) - AIN Atletas Individuais Neutros (5) - Atletas refugiados da FINA (2) - AUS Austrália (78) - AUT Áustria (16) - AZE Azerbaijão (1) - BAH Bahamas (4) - BRN Bahrein (4) - BAN Bangladesh (2) - BAR Barbados (3) - BEL Bélgica (11) - BEN Benim (3) - BER Bermudas (1) - BOL Bolívia (7) - BIH Bósnia e Herzegovina (3) - BOT Botsuana (3) - BRA Brasil (61) - BRU Brunei (3) - BUL Bulgária (10) - BDI Burundi (2) - CAM Camboja (3) - CMR Camarões (3) - CAN Canadá (64) - CPV Cabo Verde (2) - CAY Ilhas Cayman (2) - CAF República Centro-Africana (2) - CHI Chile (12) - CHN China (80) - TPE Taipé Chinês (10) - COL Colômbia (22) - COM Comores (2) - COK Ilhas Cook (4) - CRC Costa Rica (12) - CRO Croácia (24) - CUB Cuba (11) - CUR Curaçau (3) - CYP Chipre (3) - CZE Chéquia (15) - DEN Dinamarca (4) - DJI Djibuti (2) - DMA Dominica (1) - DOM República Dominicana (11) | - TLS Timor-Leste (2) - ECU Equador (5) - EGY Egito (20) - ESA El Salvador (7) - ERI Eritreia (2) - EST Estônia (2) - SWZ Essuatíni (2) - ETH Etiópia (2) - FRO Ilhas Faroé (2) - FSM Estados Federados da Micronésia (3) - FIJ Fiji (2) - FIN Finlândia (10) - FRA França (53) - GAB Gabão (2) - GAM Gâmbia (2) - GEO Geórgia (13) - GER Alemanha (35) - GHA Gana (3) - GBR Grã-Bretanha (52) - GRE Grécia (64) - Granada (2) - GUM Guam (4) - GUA Guatemala (4) - GUI Guiné (5) - GUY Guiana (2) - HAI Haiti (2) - HON Honduras (4) - HKG Hong Kong (20) - HUN Hungria (67) - IND Índia (14) - INA Indonésia (14) - IRI Irã (2) - IRQ Iraque (2) - IRL Irlanda (16) - ISL Islândia (1) - ISR Israel (16) - ITA Itália (94) - JAM Jamaica (5) - JPN Japão (50) - JOR Jordânia (5) - KAZ Cazaquistão (57) - KOS Kosovo (2) - KUW Kuwait (5) - KGZ Quirguistão (2) - LAO Laos (3) - LAT Letônia (5) - LIB Líbano (4) | - LES Lesoto (1) - LBA Líbia (2) - LIE Liechtenstein (2) - LTU Lituânia (15) - LUX Luxemburgo (3) - MAC Macau (17) - MAD Madagascar (2) - MAS Malásia (16) - MAW Malawi (4) - MLI Mali (3) - MLT Malta (3) - MHL Ilhas Marshall (3) - MDV Maldivas (4) - MEX México (44) - MDA Moldávia (3) - MON Mônaco (2) - MGL Mongólia (4) - MNE Montenegro (17) - MAR Marrocos (5) - MOZ Moçambique (4) - NAM Namíbia (7) - NEP Nepal (2) - NED Países Baixos (41) - NZL Nova Zelândia (13) - NIC Nicarágua (2) - NIG Níger (2) - NGR Nigéria (3) - MKD Macedônia do Norte (2) - MNP Marianas Setentrionais (4) - NOR Noruega (7) - OMA Omã (1) - PAK Paquistão (4) - PLW Palau (4) - Palestina (3) - PAN Panamá (4) - PNG Papua-Nova Guiné (1) - PAR Paraguai (5) - PER Peru (9) - PHI Filipinas (7) - POL Polônia (30) - PRK Coreia do Norte (5) - POR Portugal (15) - PUR Porto Rico (12) - QAT Catar (5) (Anfitrião) - CGO Congo (1) - ROU Romênia (23) - RWA Ruanda (3) - VIN São Vicente e Granadinas (2) - SMR San Marino (2) | - SAM Samoa (2) - KSA Arábia Saudita (3) - SEN Senegal (3) - SRB Sérvia (30) - SEY Seicheles (7) - SLE Serra Leoa (2) - SGP Singapura (35) - SLO Eslovênia (11) - SVK Eslováquia (22) - SOL Ilhas Salomão (1) - RSA África do Sul (60) - KOR Coreia do Sul (37) - ESP Espanha (73) - SRI Sri Lanka (6) - SUD Sudão (4) - SUR Suriname (2) - SUI Suíça (12) - SWE Suécia (18) - SYR Síria (3) - TJK Tajiquistão (2) - TAN Tanzânia (4) - THA Tailândia (19) - TOG Togo (2) - TGA Tonga (2) - TTO Trinidad e Tobago (2) - TUN Tunísia (3) - TUR Turquia (15) - TKM Turcomenistão (4) - TCI Turcas e Caicos (2) - UGA Uganda (5) - UKR Ucrânia (38) - UAE Emirados Árabes Unidos (4) - USA Estados Unidos (95) - URU Uruguai (7) - UZB Uzbequistão (6) - VAN Vanuatu (2) - VEN Venezuela (15) - VIE Vietnã (6) - ISV Ilhas Virgens Americanas (2) - YEM Iêmen (2) - ZAM Zâmbia (2) - ZIM Zimbabwe (4) |

## Quadro de medalhas
| Ordem | País                          | Ouro | Prata | Bronze |     |
| 1     | China                         | 23   | 8     | 2      | 33  |
| 2     | Estados Unidos                | 9    | 6     | 8      | 23  |
| 3     | Austrália                     | 7    | 12    | 5      | 24  |
| 4     | Países Baixos                 | 5    | 4     |        | 9   |
| 5     | Grã-Bretanha                  | 4    | 5     | 9      | 18  |
| 6     | Itália                        | 3    | 10    | 6      | 19  |
| 7     | Canadá                        | 2    | 3     | 5      | 10  |
| 8     | Coreia do Sul                 | 2    | 1     | 2      | 5   |
| 9     | Nova Zelândia                 | 2    | 1     | 1      | 4   |
|       | Suécia                        | 2    | 1     | 1      | 4   |
| 11    | Portugal                      | 2    |       | 1      | 3   |
| 12    | Irlanda                       | 2    |       |        | 2   |
| 13    | Espanha                       | 1    | 5     | 4      | 10  |
| 14    | França                        | 1    | 4     | 1      | 6   |
| 15    | Alemanha                      | 1    | 2     | 3      | 6   |
| 16    | México                        | 1    | 1     | 4      | 6   |
| 17    | Hungria                       | 1    | 1     | 2      | 4   |
|       | Japão                         | 1    | 1     | 2      | 4   |
|       | Ucrânia                       | 1    | 1     | 2      | 4   |
| 20    | Grécia                        | 1    | 1     | 1      | 3   |
|       | Hong Kong                     | 1    | 1     | 1      | 3   |
| 22    | Lituânia                      | 1    | 1     |        | 2   |
| 23    | Cazaquistão                   | 1    |       |        | 1   |
|       | Croácia                       | 1    |       |        | 1   |
| 25    | Coreia do Norte               |      | 2     |        | 2   |
| 26    | Áustria                       |      | 1     | 1      | 2   |
| 27    | Dinamarca                     |      | 1     |        | 1   |
|       | Israel                        |      | 1     |        | 1   |
|       | Suíça                         |      | 1     |        | 1   |
| 30    | Polónia                       |      |       | 3      | 3   |
| 31    | Atletas Independentes Neutros |      |       | 2      | 2   |
|       | Colômbia                      |      |       | 2      | 2   |
|       | Egito                         |      |       | 2      | 2   |
| 34    | África do Sul                 |      |       | 1      | 1   |
|       | Bósnia e Herzegovina          |      |       | 1      | 1   |
|       | Brasil                        |      |       | 1      | 1   |
|       | Roménia                       |      |       | 1      | 1   |
| Total | Total                         | 75   | 75    | 75     | 225 |

- Em ocasião da Invasão da Ucrânia pela Rússia, os atletas da Rússia e da Bielorrússia competem como Atletas Independentes Neutros, não podendo utilizar a sua bandeira e nem o hino nacional durante a cerimônia de entrega das medalhas.
- O país-sede, no caso, o Catar, não conquistou medalhas nessa edição.